# エニウェトク補助飛行場
エニウェトク補助飛行場（英: Enewetak Auxiliary Airfield）は、マーシャル諸島エニウェトク環礁のエニウェトク島にある飛行場である。太平洋戦争（大東亜戦争）中に日本海軍が進出したエニウェトク基地は環礁北部のエンチャビ島にあるため、エニウェトク補助飛行場と同じ飛行場ではない。

## 就航路線
| 航空会社           | 就航地       |
| ------------------ | ------------ |
| マーシャル諸島航空 | クワジェリン |